# Вакисо (округ)
Вакисо — округ в Центральной области Уганды. По состоянию на 2010 год в округе проживает 1 205 100 человек. Площадь территории составляет 2807,7 км². На севере граничит с округами Накасеке и Луверо, на востоке граничит с округом Муконо, на юге располагается озеро Виктория, с округом Мпиги на северо-западе, на северо-западе граничит с округом Митяна. В округе находится крупнейший порт страны — Энтеббе. Озера Виктория является местом проведения спортивных соревнований по водным видам спорта, таких как парусный спорт, гребля, а также спортивная рыбалка. На территории округа, в посёлке Намугонго, находится Базилика Мучеников Угандских, одна из двух малых базилик на территории Уганды.
Административный центр — Вакисо.